# Kadra Ahmed Hassan
Kadra Ahmed Hassan (en somali : Khadra Axmed Xuseen), née en 1973 à Ali Sabieh, est une diplomate djiboutienne. Elle est chargée d'affaires pour son pays à l'Organisation des Nations unies, puis membre du conseil d'administration d'ONU Femmes.
Elle est depuis 2015 la représentante permanente de Djibouti auprès de l'ONU et de l'Organisation mondiale du commerce. Elle est aussi ambassadrice extraordinaire et plénipotentiaire auprès de la Confédération suisse, et présidente du Forum social du Conseil des droits de l'homme des Nations unies à Genève.

## Biographie

### Jeunesse et formation
Kadra Ahmed Hassan naît à Ali Sabieh à Djibouti le 28 avril 1973. Elle est titulaire d'une maîtrise en sciences politiques de plusieurs universités dont l'université Jean Moulin Lyon III et l'université Montesquieu à Bordeaux. Sa première langue est le somali mais elle parle aussi le français, l'anglais et l'arabe.

### Carrière diplomatique
Elle mène une carrière diplomatique et devient en 2007 chargée d'affaires de Djibouti auprès des Nations unies. De 2013 à 2015, elle est élue au conseil d'administration d'ONU Femmes.
Kadra Ahmed Hassan devient représentante permanente auprès des Nations unies et de l’Organisation mondiale du commerce, en remplacement de Roble Olhaye mort en 2015. Elle rend hommage à son prédécesseur et à ses 27 années de service à l'ONU. Ses responsabilités portent sur plusieurs agences à Genève. Elle est de plus nommée ambassadrice extraordinaire et plénipotentiaire de la république de Djibouti auprès de la Confédération suisse en septembre 2016.
Elle prend en 2019 la présidence du Forum social du Conseil des droits de l'homme des Nations unies à Genève En 2020, lors de la pandémie de Covid-19, elle remercie le Haut Commissariat des Nations Unies pour les réfugiés pour son aide. Djibouti accepte les enfants de réfugiés dans leur école, mais le changement climatique et la pandémie imposent des exigences élevées à son pays pauvre.